# سلمى جين كوهن
سلمى جين كوهن (بالإنجليزية: Selma Jeanne Cohen)‏ هي مؤرخة أمريكية، ولدت في 18 سبتمبر 1920 في شيكاغو في الولايات المتحدة، وتوفيت في 23 ديسمبر 2005 في غرينتش فيليج في الولايات المتحدة بسبب مرض آلزهايمر.